# Leucauge severa
Leucauge severa este o specie de păianjeni din genul Leucauge, familia Tetragnathidae. A fost descrisă pentru prima dată de Keyserling, 1893. Conform Catalogue of Life specia Leucauge severa nu are subspecii cunoscute.